# Orseolia oryzae
Espèce
Orseolia oryzae, la cécidomyie de la tige du riz ou cécidomyie du riz, est une espèce d'insectes diptères nématocères de la famille des Cecidomyiidae, originaire des régions tropicales.
C'est une espèce inféodée au riz cultivé (Oryza sativa) et aux espèces sauvages apparentées du genre Oryza.
Le symptôme le plus visible d'une infestation par Orseolia oryzae est le développement de galles en  « pousses d'oignon » dans les rizières. Ces galles, caractéristiques, sont  très différentes des symptômes produits par d'autres parasites ou maladies. Elles évoquent superficiellement le symptôme du « cœur mort » produit par les lépidoptères foreurs de tiges, mais les galles des cécidomyies s'en différencient par le fait que ce sont des cylindres creux, allongés, et non des feuilles mortes. Lorsque les infestations par les cécidomyies sont faibles, on n'observe aucun effet évident sur l'incidence de la formation des panicules, mais en cas d'infestations graves, les plantes se rabougrissent, ne formant plus de panicules, ce qui affecte le rendement, et produisent de nouveaux talles en compensation.